# 晨曦之星

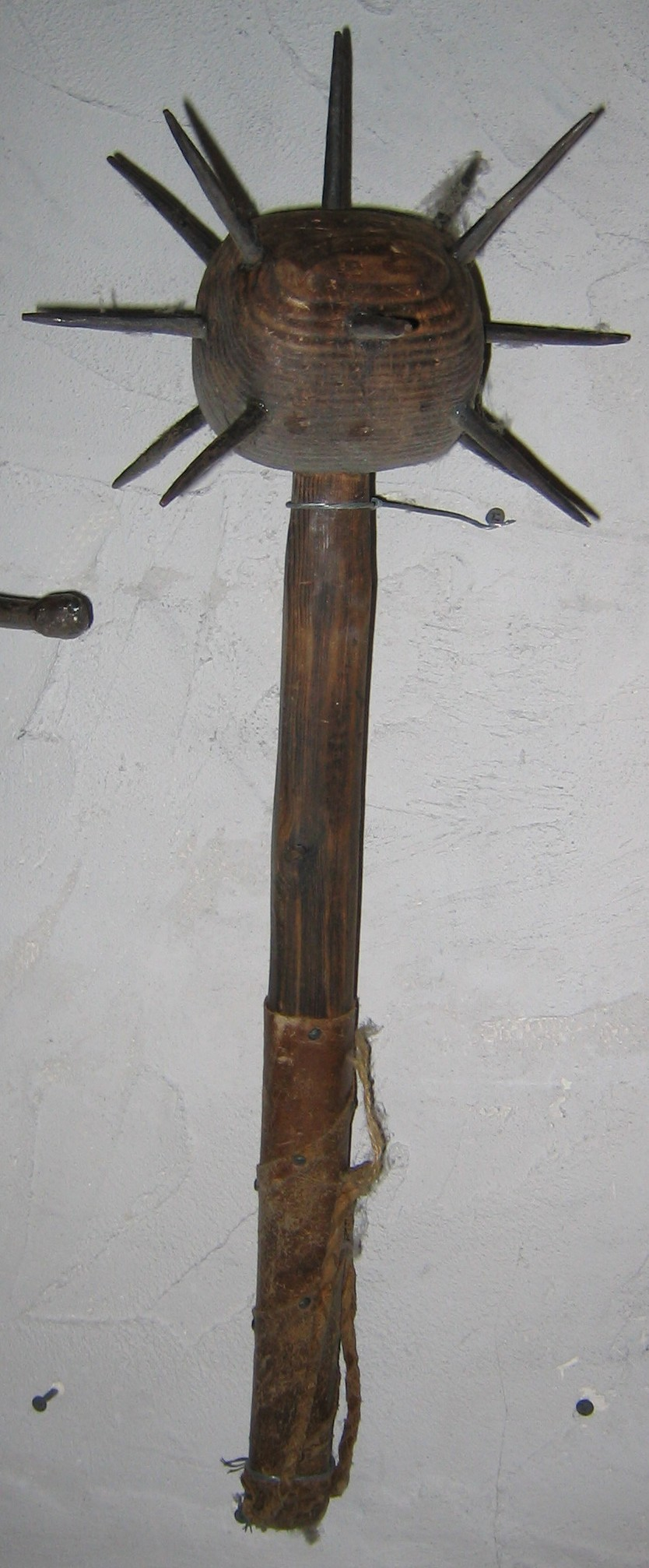
晨曦之星

晨曦之星（英語：morning star）或稱晨星錘，是一種德國地區於13~17世紀時期的古代西洋武器，是釘頭錘的其中一種，來源於農業打穀子用的帶鉸鏈的連枷，長柄圓頭，圓頭上有著如同星芒一般八方四散的棘刺，用於捶打擊殺。類似概念的武器在東方亦有，以狼牙棒為代表。